# Campionati europei di bob 2001
I Campionati europei di bob 2001, trentaseiesima edizione della manifestazione organizzata dalla Federazione Internazionale di Bob e Skeleton, si sono disputati il 20 e il 21 gennaio 2001 a Schönau am Königssee, in Germania, sulla pista omonima, il tracciato sul quale si svolsero le rassegne continentali del 1971 (unicamente nel bob a due), del 1992 e del 1997 (in entrambe le specialità maschili). La località dell'Alta Baviera sita al confine con l'Austria ha quindi ospitato le competizioni europee per la quarta volta nel bob a due uomini e per la terza nel bob a quattro.
Anche questa edizione si è svolta con la modalità della "gara nella gara", contestualmente alla quarta tappa della stagione di Coppa del Mondo 2000/01.

## Risultati

### Bob a due uomini
La gara si è svolta il 20 gennaio 2001 nell'arco di due manches.
| Pos. | Atleti                             | Nazione    | Tempo   | Distacco |
| ---- | ---------------------------------- | ---------- | ------- | -------- |
|      | Christoph Langen Markus Zimmermann | Germania-3 | 1:35.07 |          |
|      | Christian Reich Steve Anderhub     | Svizzera-3 | 1:35.21 | +0.14    |
|      | René Spies Franz Sagmeister        | Germania-1 | 1:35.36 | +0.29    |
| 4    | Martin Annen Beat Hefti            | Svizzera-2 | 1:35.37 | +0.30    |
| 5    | André Lange Kevin Kuske            | Germania-2 | 1:35.65 | +0.58    |
| 6    | Reto Götschi Cédric Grand          | Svizzera-1 | 1:35.76 | +0.69    |
| ...  | ...                                | ...        | ...     | ...      |

### Bob a quattro
La gara si è svolta il 21 gennaio 2001 nell'arco di due manches.
| Pos. | Atleti                                                      | Nazione    | Tempo   | Distacco |
| ---- | ----------------------------------------------------------- | ---------- | ------- | -------- |
|      | Matthias Benesch Torsten Voss Udo Lehmann Alexander Szelig  | Germania-2 | 1:33.42 |          |
|      | Christoph Langen Markus Zimmermann Sven Peter Alex Metzger  | Germania-3 | 1:33.63 | +0.21    |
|      | André Lange Lars Behrendt René Hoppe Carsten Embach         | Germania-1 | 1:34.01 | +0.59    |
| 4    | Sandis Prūsis Mārcis Rullis Matīss Zacmanis Jānis Ozols     | Lettonia-1 | 1:34.11 | +0.69    |
| 5    | Christian Reich Steve Anderhub Urs Aeberhard Domenic Keller | Svizzera-1 | 1:34.15 | +0.73    |
| 6    | Bruno Mingeon Éric Le Chanony Christophe Fouquet Max Robert | Francia-1  | 1:34.16 | +0.74    |
| 7    | Martin Annen Pius Meyerhans Jürg Schaufelberger Beat Hefti  | Svizzera-3 | 1:34.33 | +0.91    |
| 8    | Reto Götschi Andreas Gees Alexandré Quiblier Cédric Grand   | Svizzera-2 | 1:34.34 | +0.92    |
| 9    | Wolfgang Stampfer Erwin Arnold Michael Müller Klaus Seelos  | Austria-1  | 1:34.50 | +1.08    |
| ...  | ...                                                         | ...        | ...     | ...      |

## Medagliere
| Pos.   | Paese    | Oro | Argento | Bronzo | Totale |
| ------ | -------- | --- | ------- | ------ | ------ |
| 1      | Germania | 2   | 1       | 2      | 5      |
| 2      | Svizzera | 0   | 1       | 0      | 1      |
| Totale | Totale   | 2   | 2       | 2      | 6      |